# Godzilla (canción)
«Godzilla» es una canción del rapero estadounidense Eminem con el rapero y cantante estadounidense Juice WRLD. La canción fue lanzada el 31 de enero de 2020, como el segundo sencillo del álbum de Eminem titulado Music to Be Murdered By (2020). La pista es el primer lanzamiento póstumo de Juice WRLD después de su muerte en diciembre de 2019.

## Antecedentes y lanzamiento
La participación del rapero estadounidense Juice WRLD en la pista marcó su primer lanzamiento póstumo tras su fallecimiento como resultado de una sobredosis de drogas el 8 de diciembre de 2019. El tercer verso de Eminem en la pista tiene el récord de su verso de rap más rápido, rapeando 11.3 sílabas por segundo, o 224 palabras en 30 segundos. Eminem superó sus propios récords en su colaboración con Nicki Minaj y la canción de 2018 de Labrinth «Majesty», donde rapeó 10.3 sílabas por segundo, y su sencillo de 2013 «Rap God», donde rapeó 9.6 sílabas por segundo. Esto generó críticas positivas debido a su ritmo frenético.

## Vídeo musical
El 4 de marzo de 2020, se lanzó un video lírico para el sencillo. El 6 de marzo, Eminem lanzó un fragmento del video musical, asociado con Lyrical Lemonade. El video musical, dirigido por Cole Bennett, lanzado el 9 de marzo, presenta las apariciones de Mike Tyson y Dr. Dre, y una dedicación a Juice WRLD al final. Tras su lanzamiento, el video acumuló 13 millones de visitas en YouTube en las primeras 24 horas. Al final del vídeo, aparecen unas imágenes en blanco y negro de Juice Wrld grabadas en su estudio casero en las que vemos cómo se ríe, y dice: "Yo solo espero que todos tengan un buen día, y que logren algo significante. Y aunque no hayas conseguido nada significante hoy, no te desanimes. Simplemente, márcate como objetivo hacerlo mañana, o el día siguiente. Debes saber que tienes la fuerza para superar cualquier problema que estés atravesando, sin importar lo que sea". Después, aparece una dedicatoria de Eminem que dice: "En memoria con amor de Jarad (Juice Wrld) Higgins. Serás recordado por siempre. Serás amado por siempre. Estarás aquí por siempre. Gracias por cambiar el mundo. 999 por siempre.

## Rendimiento comercial
Debutó en el número uno en Finlandia y en el UK Singles Chart y el Irish Singles Chart, convirtiéndose en el décimo y octavo sencillo número uno de Eminem en el Reino Unido e Irlanda, respectivamente, así como el primero para Juice Wrld.

## Posicionamiento en listas
| Listas (2020)                                 | Mejor posición |
| --------------------------------------------- | -------------- |
| Alemania (Media Control Charts)               | 16             |
| Australia (ARIA)                              | 3              |
| Austria (Ö3 Austria Top 40)                   | 6              |
| Bélgica (Ultratop) Flanders                   | 2              |
| Bélgica (Ultratop) Wallonia                   | 8              |
| Canadá (Canadian Hot 100)                     | 3              |
| Dinamarca (Tracklisten)                       | 4              |
| Escocia (Official Charts Company)             | 16             |
| Eslovaquia (Singles Digitál Top 100)          | 2              |
| España (PROMUSICAE)                           | 80             |
| Estados Unidos (Billboard Hot 100)            | 3              |
| Estados Unidos (Hot R&B/Hip-Hop Songs)        | 3              |
| Estados Unidos (Rhythmic)                     | 24             |
| Estados Unidos (Rolling Stone Top 100)        | 3              |
| Francia (SNEP)                                | 45             |
| Finlandia (Suomen virallinen lista)           | 1              |
| Hungría (Single Top 40)                       | 5              |
| Hungría (Stream Top 40)                       | 2              |
| Irlanda (IRMA)                                | 1              |
| Italia (FIMI)                                 | 7              |
| Lituania (AGATA)                              | 8              |
| Noruega (VG-lista)                            | 3              |
| Nueva Zelanda (RMNZ)                          | 2              |
| Países Bajos (Single Top 100)                 | 11             |
| Portugal (AFP)                                | 12             |
| Reino Unido Singles (Official Charts Company) | 1              |
| Reino Unido R&B (Official Charts Company)     | 1              |
| República Checa (Singles Digitál Top 100)     | 2              |
| Singapur (RIAS)                               | 17             |
| Suecia (Sverigetopplistan)                    | 7              |
| Suiza (Schweizer Hitparade)                   | 4              |

## Certificaciones
| País (organismo certificador) | Certificación | Unidades certificadas |
| ----------------------------- | ------------- | --------------------- |
| Australia (ARIA)              | Platino       | 70 000                |
| Canadá (Music Canada)         | 2x Platino    | 160 000               |
| Dinamarca (IFPI)              | Oro           | 45 000                |
| Italia (FIMI)                 | Oro           | 35 000                |
| Nueva Zelanda (RIANZ)         | Oro           | 15 000                |
| Portugal (AFP)                | Oro           | 10 000                |
| Reino Unido (BPI)             | Oro           | 400 000               |

## Historial de lanzamiento
| País           | Fecha                 | Formato                | Discográfica                 | Ref    |
| -------------- | --------------------- | ---------------------- | ---------------------------- | ------ |
| Italia         | 31 de enero de 2020   | Contemporary hit radio | Universal                    | [ 44 ] |
| Estados Unidos | 18 de febrero de 2020 | Contemporary hit radio | Aftermath, Shady, Interscope | [ 45 ] |
| Estados Unidos | 18 de febrero de 2020 | Rhythmic contemporary  | Aftermath, Shady, Interscope | [ 46 ] |